# Chudenice
Chudenice (německy Chudenitz, též Chudienitz) jsou městys v okrese Klatovy, 11 km severozápadně od Klatov. Obec má 759 obyvatel a rozkládá se na katastru 2113 ha.

## Historie
Chudenice jsou poprvé připomínány roku 1200, v době, kdy je prvně zmiňován kostel sv. Jana Křtitele v Chudenicích a jejich historie je velmi úzce spjata se šlechtickým rodem Černínů, kterým obec nepřetržitě patřila od první poloviny 13. století do roku 1945. O Czerninech, jednom z nejstarších českých šlechtických rodů, se písemné prameny zmiňují roku 1192, kdy byl jistý Czernin jmenován komořím českého krále Přemysla Otakara I. Posledním majitelem chudenického panství byl Evžen III. Černín z Chudenic (pocházející z rodové větvě vrchlabské, nebo také jinak morzinské), kterému bylo toto panství zabaveno roku 1945 na základě tzv. Benešových dekretů, ovšem nikoli jako kolaborantovi, ale kvůli jeho německému státnímu občanství.
Roku 1592 byla obec zásluhou Humprechta Černína (uplatnil svůj vliv na císaře Rudolfa II.) povýšena císařem Rudolfem II. na městys s právem znaku, pečeti a trhu. Od 10. října 2006 byl obci tento status vrácen.

## Části městyse
- Bezpravovice
- Býšov
- Chudenice
- Lučice
- Slatina

Od 30. dubna 1976 do 23. listopadu 1990 
k městysi patřily i Mlýnec, Poleňka, Pušperk a Zdeslav a od 1. ledna 1980 do 23. listopadu 1990 také Chlumská, Ježovy a Trnčí.

## Osobnosti městysu

### Rodáci
- Josef Rejcha (1752–1795 v Bonnu), český hudební skladatel a violoncellista
- Václav Rubeška (1854–1933 v Praze), porodník a gynekolog, profesor Univerzity Karlovy
- Jaroslav Kvapil (1868–1950 v Praze), básník, dramatik a režisér
- Jan Roubal (1880–1971 v Praze), entomolog světového významu

### Další osobnosti
- Josef Dobrovský (1753–1829), přední jazykovědec a obrozenec pobýval v Chudenicích v letech 1817–1828 jako vychovatel a učitel hraběte Eugena Černína a dnes má na zdejším zámku muzeum

## Stromy
Západně od Chudenic se nachází národní přírodní památka Americká zahrada – arboretum zaměřené na dřeviny Severní Ameriky s cennou Černínovou douglaskou. V okolí je mnoho dalších krásných stromů, několik z nich je památných – tis v Chudenicích, Chudenická lípa, zámecká lípa, či dub v Lučici.

## Pamětihodnosti
- Starý černínský zámek – obecní zámek se stálou expozicí; zámek je kolébkou rodu Černínů a v minulosti jej navštívily osobnosti jako Božena Němcová, Josef Dobrovský, Karel Hašler aj., ke zhlédnutí jsou ovšem nejen jejich osobní předměty, ale také dochovaný původní inventář
- Muzeum Josefa Dobrovského – v areálu Černínského zámku, k nahlédnutí jsou rodná síň Jaroslava Kvapila, expozice chudenického rodáka a entomologa Jana Roubala a síň řemesel
- Kostel svatého Jana Křtitele – kostel v centru obce Chudenice známý pro své staré malby (snad ze 14. století) a archu na hlavním oltáři vytvořenou roku 1505 neznámým malířem, Mistrem chudenického oltáře.
- Rozhledna Bolfánek – věž bývalého poutního kostela Svatého Wolfganga, podle legendy se zde sv. Wolfgang zastavil na své poslední zpáteční cestě z Čech do Řezna. Po výstavbě barokního kostela sv. Jana Křtitele byla kaple zanedbávána a obnovena teprve z podnětu Josefa Dobrovského.[6]; z místa je krásný výhled na Šumavu, Český les a okolní obce
- Zámek Lázeň – původně lázeňský dům v 19. století přestavěný na empírový zámek

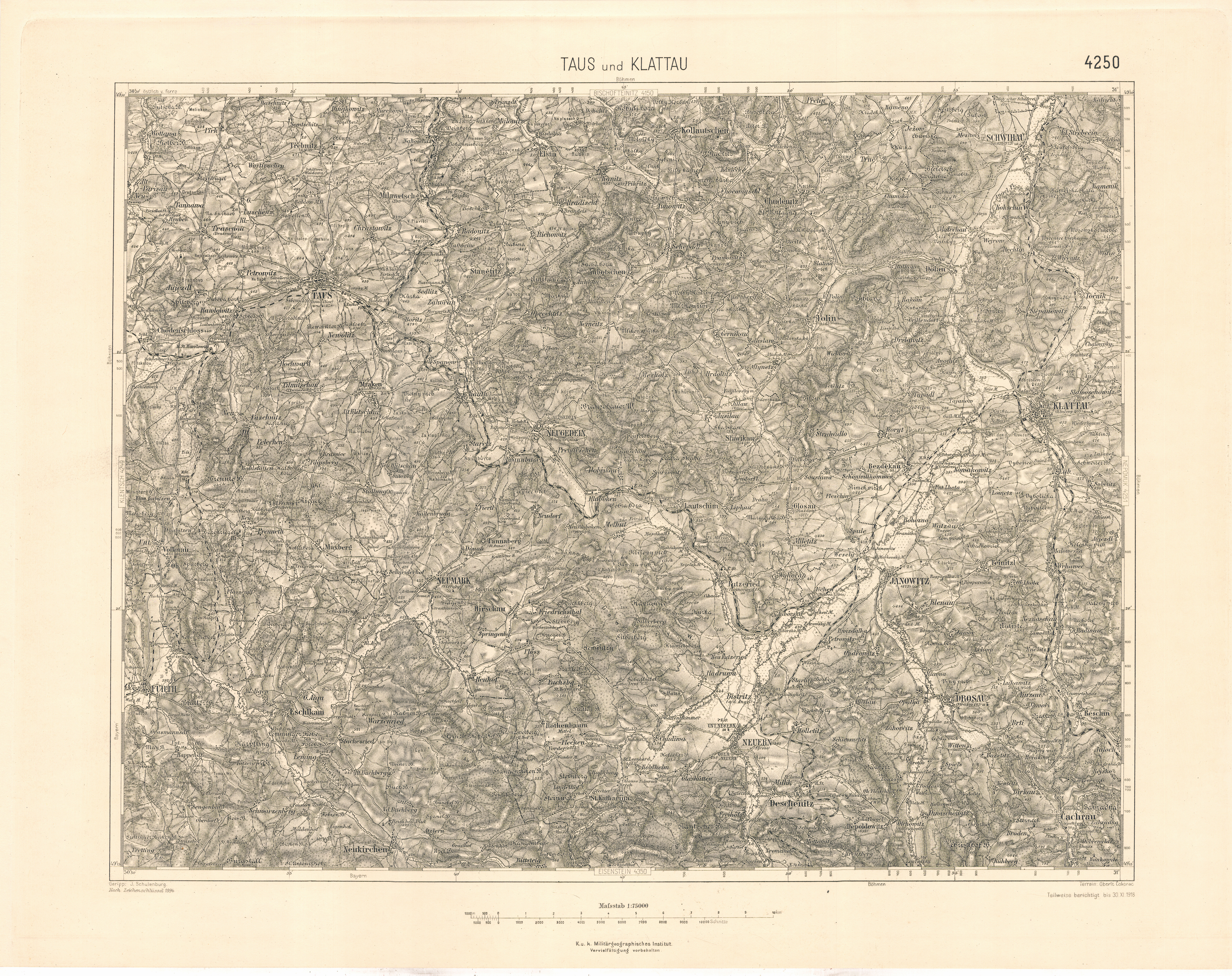
Chudenitz/Chudenice 11 km severozápadně od Klatov, 1918
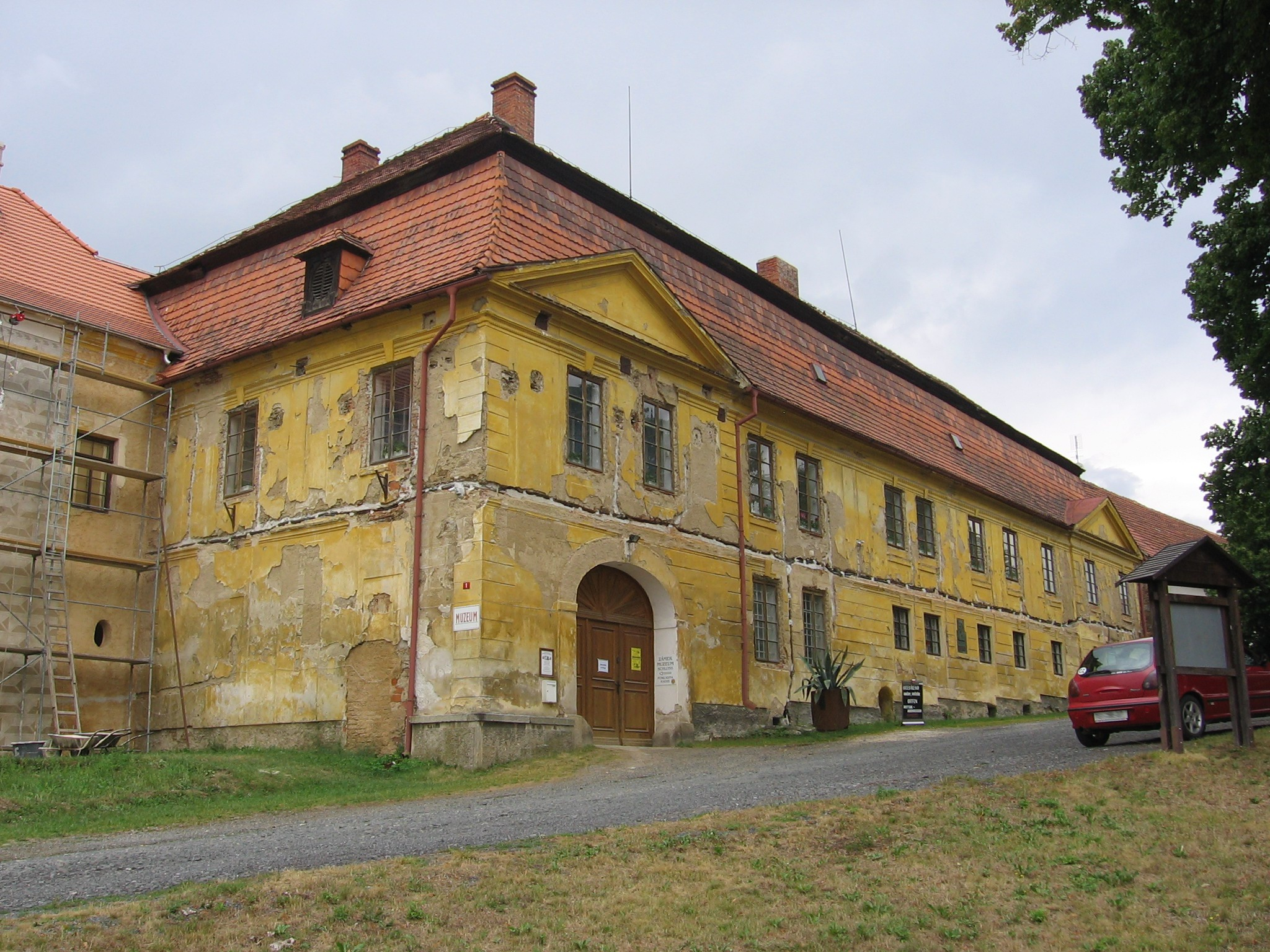
Chudenice - Starý zámek (Muzeum Josefa Dobrovského)
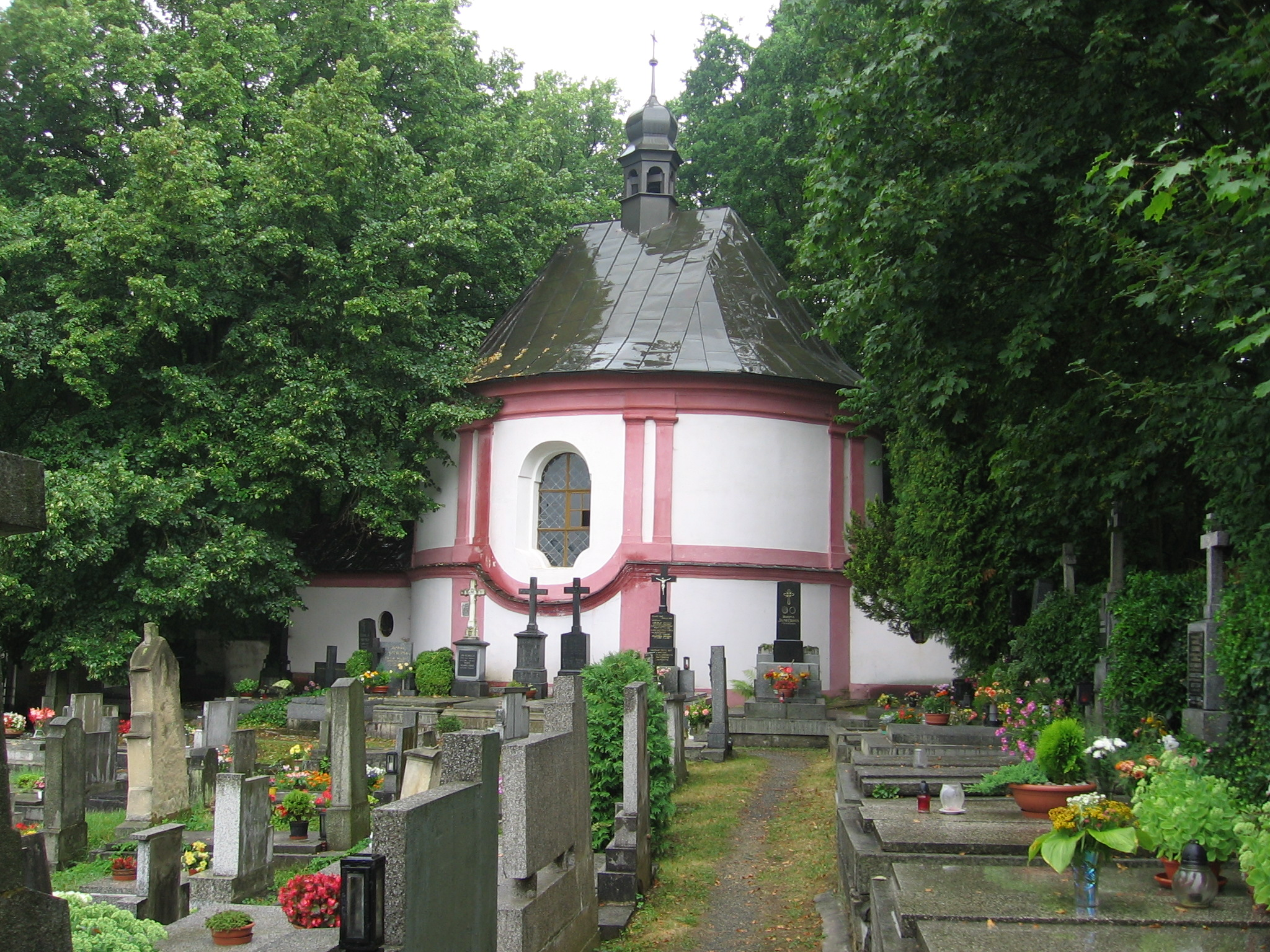
Hřbitovní kaple sv. Anny